# Mario Sabatini
Mario Sabatini (ur. 20 stycznia 1943 we Fryburgu Bryzgowijskim) – zachodnioniemiecki zapaśnik walczący w stylu wolnym. Olimpijczyk z Monachium 1972, gdzie odpadł w eliminacjach w kategorii 52 kg. Zajął czwarte miejsce na mistrzostwach Europy w 1973 i 1975 roku.
Zdobył siedem tytułów mistrza Niemiec w latach 1970-1976.
- Turniej w Monachium 1972

Przegrał z Meksykaninem Florentino Martínezem i Węgrem Henrikiem Gálem.